# Ligue nationale des coopératrices
La Ligue Nationale des Coopératrices (LNC) est une association belge regroupant des consommatrices liées au mouvement socialiste, ayant pour but de propager les idéaux coopératifs pour mieux organiser les consommateurs, et de fournir à ses membres des meilleurs moyens de protection, en organisant des activités promouvant l'éducation familiale et ménagère de ses membres, et en servant de structure de base à la création de guildes régionales.
La LNC s'est constituée en 1922 grâce à Fernande Coulon et est devenue une association sans but lucratif en 1951. Elle publie M’ le Magazine de Madame, un mensuel tiré à 25.000 exemplaires.
La Ligue a notamment été présidée par Marie Spaak puis Catherine Ancion